# Wolfgang Přiklopil
Wolfgang Přiklopil (Vienna, 14 maggio 1962 – Vienna, 23 agosto 2006) è stato un criminale austriaco.

## Biografia
Figlio unico di un commerciante di cognac (Karl Přiklopil) e di una commessa di un negozio di scarpe (Waltraud), prima di trasferirsi a Strasshof ed iniziare a lavorare come tecnico elettronico, Wolfgang viveva nella casa dei genitori sita al terzo piano di un complesso popolare nei pressi di Donaustadt. Persona schiva e riservata, aveva quale unico precedente penale una denuncia per aver sparato a un uccellino per strada.  Aveva dotato la sua casa di un complesso impianto d'allarme, da lui stesso sviluppato. 
Nel 1998 sequestrò Natascha Kampusch, una bambina di dieci anni, e la tenne segregata per otto anni in un locale ricavato nel suo seminterrato. Morì suicidandosi dopo la fuga della ragazza.

## Il caso Kampusch

### Il rapimento
La mattina del 2 marzo 1998 la bambina di dieci anni Natascha Kampusch uscì dalla residenza della sua famiglia, sita nel quartiere viennese di Donaustadt, per recarsi a scuola, venendo rapita da Přiklopil che la afferrò, la caricò sul furgone, la coprì con un plaid e la portò via con sé.

### La prigionia
Kampusch venne tenuta segregata, per i seguenti otto anni, in un locale su misura (uno spazio di 3×4 metri alto 1,6 m e sigillato con una porta blindata di entrata nascosta dietro un armadio) ricavato sotto il garage della sua abitazione nella città di Strasshof; la casa era stata ereditata da Přiklopil nel 1984, dopo la morte della nonna e che era stata costruita dal nonno, Oskar, dopo la seconda guerra mondiale. Durante il periodo della guerra fredda, Oskar e suo figlio Karl l'avevano integrata di un rifugio antiaereo che, anni dopo, sarebbe diventata la prigione della Kampusch.
In quegli otto anni di prigionia forzata, Přiklopil ridusse la ragazza a sua proprietà personale, spiandola con un sistema di interfoni e di telecamere e ossessionandola giorno e notte per indurla all'obbedienza con privazioni di luce e di cibo, rasandole i capelli a zero (per non lasciare tracce di DNA quando la portava al piano superiore) e legandola a sé durante quelle notti in cui la conduceva nel suo letto perché dormissero insieme e non scappasse. La ragazza poteva passare il tempo leggendo, ascoltando la radio e guardare qualche film, ma se non stava agli ordini del suo aguzzino o "sbagliava", capitava che venisse picchiata.
Per i primi sei mesi della sua prigionia, Přiklopil non le permise mai di lasciare la sua cella, e solo in seguito le permise di trascorrere dei momenti nel resto della casa riportandola però ogni sera a dormire nel sotterraneo. Dopo qualche anno iniziò a portarla fuori casa, per andare a fare la spesa o per passare le vacanze in montagna, ma minacciando di ucciderla se avesse cercato di scappare, urlato o chiesto aiuto.

### La fuga e il suicidio
Il 23 agosto 2006 Natascha riuscì a fuggire dalla sua prigione. Přiklopil, che inizialmente aveva tentato di rincorrerla, vistosi oramai perduto e ricercato dalla polizia, chiese aiuto a un suo socio d'affari e si fece accompagnare alla vicina stazione ferroviaria a nord di Vienna, dove si suicidò buttandosi sotto un treno in corsa.
Venne seppellito sotto falso nome (per evitare atti di vandalismo) dopo un funerale a cui parteciparono solo due persone: sua madre e la sorella dell'amico che l'aveva aiutato a morire.
Il caso giudiziario venne riaperto nel 2008 per investigare sul fatto che non ci fossero state altre vittime nel caso e sulla presenza di un possibile complice, emersi anche in seguito alle dichiarazioni di Ischtar A., testimone oculare del rapimento.